# Plinia panamensis
Plinia panamensis är en myrtenväxtart som beskrevs av Barrie. Plinia panamensis ingår i släktet Plinia och familjen myrtenväxter. Inga underarter finns listade i Catalogue of Life.